# 魏鸾
魏鸾（?—?），字双和，北魏巨鹿下曲阳（今河北省晋州市）人。
魏鸾为魏孝文帝赐名。有器干，体貌魁伟，有容仪，担任奉车都尉。曾乘坐辂车，触毁金翼，向皇帝请罪。孝文帝原谅了他。孝文帝南征汉阳，任命魏鸾为统军。孝文帝到他的营寨，非常叹赏。在马圈身体不适，敕命他兼武卫将军，领宿卫左右。景明年间，六辅之废，魏鸾参预其事。后担任光州刺史，任满还朝，死后谥号夷。其子魏季景，其孙魏澹。